# Watermolen van Asbeek

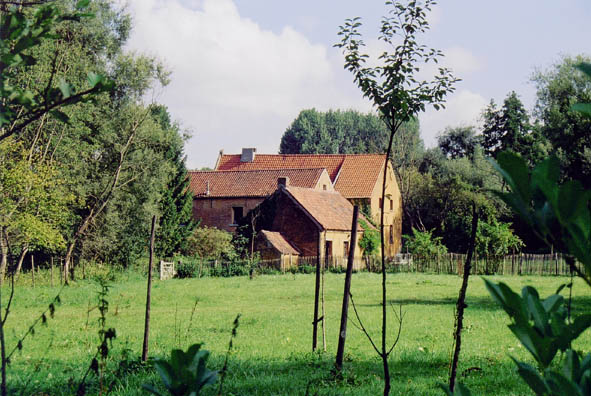
Watermolen van Asbeek

De Watermolen van Asbeek (ook: Campomolen) is een watermolen in de tot de Vlaams-Brabantse gemeente Asse behorende plaats Asbeek, gelegen aan de Asbeekstraat 12.
Deze voormalige bovenslagmolen, later turbinemolen, op de Asbeek fungeerde als korenmolen.

## Geschiedenis
Al in 1160 stond er een watermolen op deze plaats die Onderste Molen werd genoemd. Deze molen kwam in het bezit van de Abdij van Affligem. Na de godsdiensttwisten kwam de molen in bezit van de adellijke familie de Cotereau. De lemen molengebouwen werden in de 2e helft van de 18e eeuw versteend. Op het einde van die eeuw was Simon Orinx de molenaar. Hij was de stamvader van de Orinx's in Asse. Begin 20e eeuw werd de molen omgebpuwd tot turbinemolen. De zeldzame Girard-turbine is nog aanwezig. In 1998 werd de molen met de directe omgeving beschermd.
Het molenhuis is omgebouwd tot woning maar, naast het sluiswerk, is een deel van de maalinrichting nog aanwezig.